# ميخائيل أتكينسون
ميخائيل أتكينسون (بالإنجليزية: Michael John Atkinson)‏ هو صحفي ونقابي وسياسي أسترالي، ولد في 17 يونيو 1958 في أستراليا. حزبياً، نشط في حزب العمال الأسترالي (فرع جنوب أستراليا) ‏.

## مناصب
- انتخب Minister for Veterans' Affairs ‏ (1 مايو 2008 – 25 مارس 2010).
- انتخب Minister for Correctional Services ‏ (20 فبراير 2006 – 23 مارس 2006).
- انتخب Minister for Multicultural Affairs ‏ (29 أغسطس 2003 – 25 مارس 2010).
- انتخب وزير العدل (29 أغسطس 2003 – 25 مارس 2010).
- انتخب Attorney-General of South Australia [الإنجليزية]‏ (29 أغسطس 2003 – 25 مارس 2010).
- انتخب Minister for Consumer Affairs ‏ (29 أغسطس 2003 – 23 يوليو 2004).
- انتخب Minister for Multicultural Affairs ‏ (6 مارس 2002 – 30 يونيو 2003).
- انتخب وزير العدل (6 مارس 2002 – 30 يونيو 2003).
- انتخب Minister for Consumer Affairs ‏ (6 مارس 2002 – 30 يونيو 2003).
- في 2002 South Australian state election [الإنجليزية]‏، انتخب عضو مجلس النواب جنوب أستراليا من الجمعية عن دائرة Electoral district of Croydon (South Australia) [الإنجليزية]‏ وقد انضم خلال فترته النيابية ‏ (9 فبراير 2002 – 16 مارس 2018)  للكتلة البرلمانية حزب العمال الأسترالي (فرع جنوب أستراليا) [الإنجليزية]‏.
- في 1989 South Australian state election [الإنجليزية]‏، انتخب عضو مجلس النواب جنوب أستراليا من الجمعية عن دائرة Electoral district of Spence [الإنجليزية]‏ وقد انضم خلال فترته النيابية ‏ (25 نوفمبر 1989 – 9 فبراير 2002)  للكتلة البرلمانية حزب العمال الأسترالي (فرع جنوب أستراليا) [الإنجليزية]‏.
- انتخب Speaker of the South Australian House of Assembly ‏ (5 فبراير 2013 – 16 مارس 2018).